# Windows NT
Windows NT este o familie de sisteme de operare produsă de Microsoft, prima versiune a căruia a fost lansată în iulie 1993.

## Lansări
| Versiune | Nume                                | Ediții | Data lansării                                              | Build                                  |
| -------- | ----------------------------------- | --- | ---------------------------------------------------------- | -------------------------------------- |
| 3.1      | Windows NT 3.1                      | Workstation (named just Windows NT), Advanced Server                                                                                     | 27 iulie 1993                                              | 528                                    |
| 3.5      | Windows NT 3.5                      | Workstation, Server | 21 septembrie 1994                                         | 807                                    |
| 3.51     | Windows NT 3.51                     | Workstation, Server | 30 mai 1995                                                | 1057                                   |
| 4.0      | Windows NT 4.0                      | Workstation, Server, Server Enterprise Edition, Terminal Server, Embedded                                                                | 29 iulie 1996                                              | 1381                                   |
| 5.0      | Windows 2000                        | Professional, Server, Advanced Server | 17 februarie 2000                                          | 2195                                   |
| 5.0      | Windows 2000                        | Datacenter Server | 26 septembrie 2000                                         | 2195                                   |
| 5.1      | Windows XP                          | Home, Professional, Media Center (original, 2003, 2004 & 2005), Tablet PC (original and 2005), Starter, Embedded, Home N, Professional N | 25 octombrie 2001                                          | 2600                                   |
| 5.1      | Windows Fundamentals for Legacy PCs | N/A | 8 iulie 2006                                               | 2600                                   |
| 5.2      | Windows XP                          | 64-bit Edition Version 2003 | 28 martie 2003                                             | 3790                                   |
| 5.2      | Windows Server 2003                 | Standard, Enterprise, Datacenter, Web, Storage, Small Business Server, Compute Cluster                                                   | 24 aprilie 2003                                            | 3790                                   |
| 5.2      | Windows XP                          | Professional x64 Edition | 25 aprilie 2005                                            | 3790                                   |
| 5.2      | Windows Server 2003 R2              | Standard, Enterprise, Datacenter, Web, Storage, Small Business Server, Compute Cluster                                                   | 6 decembrie 2005                                           | 3790                                   |
| 5.2      | Windows Home Server                 | N/A | 16 iulie 2007                                              | 3790                                   |
| 6.0      | Windows Vista                       | Starter, Home Basic, Home Premium, Business, Enterprise, Ultimate, Home Basic N, Business N                                              | - Business: 30 noiembrie 2006 - Consumer: 30 ianuarie 2007 | - 6000 (RTM) - 6001 (SP1) - 6002 (SP2) |
| 6.0      | Windows Server 2008                 | Foundation, Standard, Enterprise, Datacenter, Web Server, HPC Server, Itanium-Based Systems                                              | 27 februarie 2008                                          | - 6001 (RTM) - 6002 (SP2)              |
| 6.1      | Windows 7                           | Starter, Home Basic, Home Premium, Professional, Enterprise, Ultimate                                                                    | 22 octombrie 2009                                          | - 7600 (RTM) - 7601 (SP1)              |
| 6.1      | Windows Server 2008 R2              | Foundation, Standard, Enterprise, Datacenter, Web Server, HPC Server, Itanium-Based Systems                                              | 22 octombrie 2009                                          | - 7600 (RTM) - 7601 (SP1)              |
| 6.1      | Windows Home Server 2011            | N/A | 6 aprilie 2011                                             | - 7600 (RTM)                           |
| 6.2      | Windows 8                           | Windows 8, Windows 8 Pro, Windows 8 Enterprise, Windows RT                                                                               | 26 octombrie 2012                                          | 9200                                   |
| 6.2      | Windows Server 2012                 | Foundation, Essentials, Standard, Datacenter                                                                                             | 4 septembrie 2012                                          | 9200                                   |
| 6.3      | Windows 8.1                         | Windows 8.1, Windows 8.1 Pro, Windows 8.1 Enterprise, Windows RT 8.1                                                                     | 18 octombrie 2013                                          | 9600                                   |
| 6.3      | Windows Server 2012 R2              | Foundation, Essentials, Standard, Datacenter                                                                                             | 18 octombrie 2013                                          | 9600                                   |

## Cerințe hardware minime
| Versiune NT                        | CPU                          | RAM         | Spațiu liber pe disc |
| ---------------------------------- | ---------------------------- | ----------- | -------------------- |
| NT 3.1 NT 3.1 Advanced Server      | 386, 25 MHz                  | 12 MB 16 MB | 90 MB                |
| NT 3.5 Workstation NT 3.5 Server   | 386, 25 MHz                  | 12 MB 16 MB | 90 MB                |
| NT 3.51 Workstation NT 3.51 Server | 386, 25 MHz                  | 12 MB 16 MB | 90 MB                |
| NT 4.0 Workstation NT 4.0 Server   | 486, 25 MHz                  | 12 MB 16 MB | 124 MB               |
| 2000 Professional 2000 Server      | Pentium, 133 MHz             | 32 MB 128MB | 650 MB               |
| XP                                 | Pentium, 233 MHz             | 64 MB       | 1.5 GB               |
| Server 2003                        | 133 MHz                      | 128 MB      | 1.5 GB               |
| Vista                              | 800 MHz                      | 512 MB      | 15 GB                |
| 7                                  | 1 GHz                        | 1GB         | 16 GB                |
| 8 and 8.1                          | 1 GHz with NX bit, SSE2, PAE | 1GB         | 16 GB                |